# Gem Archer
Gem Archer, pseudonimo di Colin Murray Archer (Durham, 7 dicembre 1966), è un chitarrista britannico.
Chitarrista degli Oasis dal novembre 1999 sino al loro scioglimento, avvenuto nell'agosto 2009, e rientrato nella band nel 2024, anno dall'annuncio del ritorno in scena della band di Manchester. È noto anche per il suo lavoro precedente con gli Heavy Stereo e per essere stato chitarrista dei Beady Eye, band nata dopo lo scioglimento degli Oasis e di cui è stato membro fondatore insieme a Liam Gallagher, Andy Bell e Chris Sharrock. Dal 2017 fece parte dei Noel Gallagher's High Flying Birds, la formazione fondata da Noel Gallagher dopo la fine degli Oasis.
Negli Oasis ha suonato occasionalmente anche pianoforte, tastiere e armonica a bocca.

## Biografia
Giovanissimo, nei primi anni ottanta fece parte di un gruppo nato tra i banchi di scuola e chiamato The Edge, che pubblicò due singoli, Take A Walk e Little Girl Blue. La band, formata da studenti della Willington Parkside School, nella contea di Durham, era composta, oltre che da Archer, da Jeff "Jay" Walker, altro chitarrista, e dal batterista Michael Chesters, noto come Chess Chesters, fratello maggiore di Eds Chesters dei Bluetones.
Nel New College di Durham Gem ingaggiò il cantante Simon Scott, che ricordava molto lo stile vocale dei New York Dolls.
Archer, Chesters e Walker si trasferirono a Londra e agli inizi del 1987 fondarono un nuovo gruppo, i The Contenders. Suonavano al Bull & Gate di Kentish Town e in altri locali, spesso con gli amici dei 2 Lost Sons, che all'epoca erano un trio che utilizzava le drum machine Roland 808 e 909 per le esibizioni dal vivo. Dopo lo scioglimento dei Contenders, avvenuto alla fine degli anni ottanta, Chess entrò come batterista nei 2 Lost Sons.
Nel 1987 Gem incappò in un talentuoso batterista appena quindicenne di nome Alan White, che partecipava ai provini per la band e che, nonostante l'evidente talento, fu scartato per la giovane età. Nel 1995 White entrò a far parte degli Oasis e, curiosamente, quattro anni dopo Gem lo raggiunse, a dodici anni dal loro primo incontro. I due hanno suonato assieme dal 1999 al 2004.
Nel 1991 Gem, Walker e l'ex batterista dei Primal Scream Gavin Skinner fondarono nel 1991 i Whirlpool, che furono scritturati da Food Records ed EMI Publishing. Simon Scott si univa al gruppo nelle esibizioni dal vivo come tastierista e seconda voce. Dopo sessioni di registrazione in studio e vari concerti in giro per il Regno Unito, dopo 18 mesi il gruppo si sciolse.
Gem passò dunque a ricoprire il ruolo di cantante, compositore principale e chitarrista negli Heavy Stereo, gruppo dal sound ispirato al glam rock e costituito, oltre che da Archer, dat Nez al basso e Pete Downing, ex 2 Lost Sons, alla chitarra. Nell'agosto 1996 la band fece da band spalla degli Oasis nei grandi concerti di Knebworth Park e Loch Lomond. Il gruppo incise un solo album, Déjà Voodoo, dallo scarso successo di vendite, ma suscitò molto interesse, soprattutto nel 1999, quando fece da supporto ad un tour di Paul Weller che celebrava i Jam, Fire and Skill: The Songs of the Jam. La band andò in tour con Weller, cui fece da supporto aprendo i concerti del Modfather, ma ebbe vita breve. Le registrazioni del nuovo disco degli Heavy Stereo subirono infatti un rallentamento dopo che la madre di Archer si ammalò.

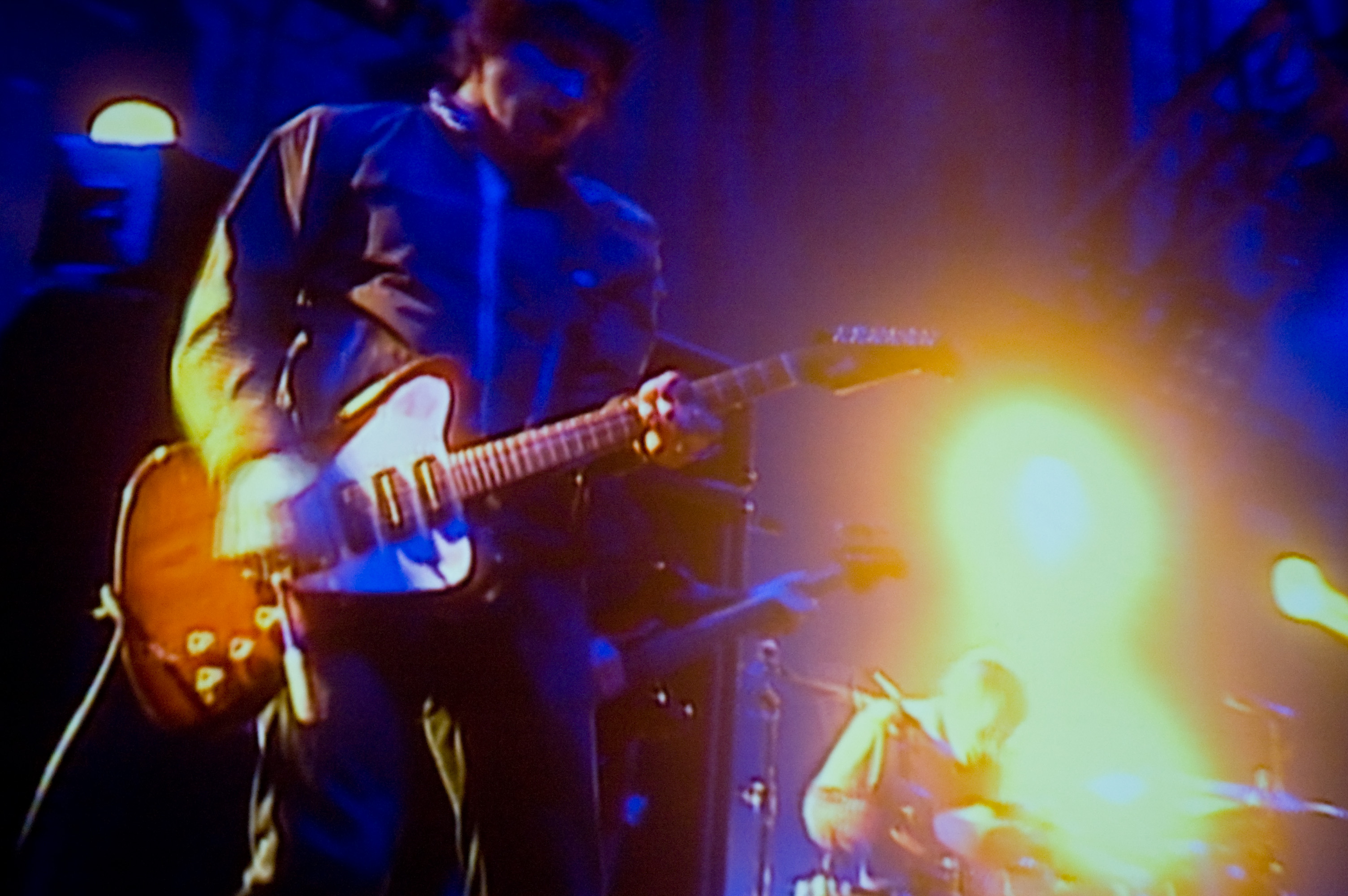
Gem Archer in concerto con gli Oasis a Taipei nel 2009

Mentre si trovava a casa sua, a Newcastle, per assistere la madre, Gem seppe dalla trasmissione televisiva The Big Breakfast di una presunta lite tra Noel Gallagher e Paul Arthurs e dell'uscita di quest'ultimo dalla band. Gem dichiarò che, appresa la notizia, ebbe paura che la band della quale era fan potesse sciogliersi. Poco tempo dopo Noel, che conosceva Archer per il lavoro alla Creation Records, etichetta comune agli Oasis e agli Heavy Stereo, lo invitò agli Olympic Studios, dove gli Oasis stavano mixando l'album Standing on the Shoulder of Giants. La sua entrata nella band fu praticamente naturale e gli Heavy Stereo compresero la cosa con piacere. Non avendo partecipato alle sessioni di registrazione del disco Standing on the Shoulder of Giants, inizialmente percepisce uno stipendio di musicista dal vivo, equivalente a circa 85 sterline a serata.
Con gli anni Gem è diventato molto di più di un chitarrista. Hung In A Bad Place, inserita nell'album Heathen Chemistry, del 2002, è la sua prima canzone scritta per gli Oasis. Per Don't Believe the Truth (2005) ha scritto A Bell Will Ring e le b-side Eyeball Tickler e The Quiet Ones. Ha affermato come sia difficile scrivere avendo nella band Noel, che lui considera uno dei migliori autori. Per Dig Out Your Soul, disco del 2008, Archer ha composto To Be Where There's Life, brano caratterizzato dalla presenza costante del sitar. Un verso della canzone dà il titolo all'album. Suona il pianoforte nella canzone Stop Crying Your Heart Out, sia nel video ufficiale che dal vivo.
Quanto al suo ruolo di chitarrista, le sue parti ritmiche sono caratterizzate dalla rara presenza di accordi in barrè. Archer, oltre ai normali accordi in prima posizione, suona molto spesso accordi in Maj7 (sostanzialmente uguali agli accordi in barrè, ma senza suonare la prima e la sesta corda) o accordi "abbreviati" in modo da suonare solo le prime quattro corde, a differenza di Paul Arthurs, che si concentrava di più sulle ultime quattro corde. In molti brani suonava gli assoli, soprattutto nei brani dove era Noel a cantare, o in altri come Hung In A Bad Place o Slide Away  alternava con Noel le parti solistiche e ritmiche. Archer, dal suo ingresso nella band, ha accompagnato sempre Noel nelle sue esibizioni acustiche, come nel live semiacustico al Royal Albert Hall nel 2010 (dopo lo scioglimento della band), dove ha eseguito le parti di chitarra elettrica riarrangiate per il concerto.
Durante le registrazioni Archer suona anche altri strumenti oltre la chitarra come il basso, il pianoforte, il sitar, le tastiere e l'armonica a bocca.
Nonostante lo scioglimento degli Oasis Noel Gallagher ha affermato nella sua conferenza stampa del 6 luglio 2011 di essere rimasto in buoni rapporti con Gem e con il batterista Chris Sharrock.
Dal 2009 al 2014 Archer ha fatto parte dei Beady Eye, la band fondata con Liam Gallagher, Andy Bell e Chris Sharrock dopo la fine degli Oasis. Figura anche nelle vesti di autore di alcuni brani della band. Il 1º agosto 2013 Archer è stato ricoverato per un trauma cranico dopo una caduta dalle scale. L'incidente ha costretto i Beady Eye a cancellare il concerto al V Festival e altre date del tour in programma.
Il 6 dicembre 2015 Archer si è esibito nuovamente come spalla di Noel Gallagher, suonando con i Noel Gallagher's High Flying Birds per Lincoln Radio. Il giorno seguente ha affiancato ancora Noel nel live registrato dal vivo per BBC Radio 2 al BBC Radio Theatre di Londra. Nell'estate del 2017 si è unito al gruppo, prendendo il posto del precedente chitarrista Tim Smith.
Nel 2024 rientra negli Oasis dopo la reunion.

## Collaborazioni
Gem Archer ha collaborato con Paul Weller come chitarrista acustico nella canzone One x One, inserita nell'album Illumination, del 2002, e come chitarrista e suonatore di mellotron nella canzone Echoes Round The Sun, inserita nell'album di Weller 22 Dreams, del 2008. In sostituzione dell'indisponibile Steve Cradock degli Ocean Colour Scene, ha fatto da chitarrista e seconda voce a Paul Weller per l'esibizione agli NME Awards 2010, dove Weller fu insignito del Godlike Genius Award.
Ha collaborato come chitarrista all'album di David Holmes Let's Get Killed, del 1997.
Ha collaborato anche a With Teeth, album dei Nine Inch Nails del 2004, prima di iniziare, nell'ottobre 2004, le sessioni di registrazione di Don't Believe the Truth, disco degli Oasis.
Insieme a Noel Gallagher ha prodotto un album dei Proud Mary, band scritturata dall'etichetta discografica Sour Mash di proprietà di Noel Gallagher.
Ha lavorato con l'amico ed ex compagno negli Oasis Andy Bell per il suo album di debutto come solista The View from Halfway Down, contribuendo con parti di batteria, basso e chitarra, oltre che per una parte del lavoro di registrazione.

## Strumentazione

### Chitarre
- Gibson non-reverse Firebird (chitarra principale)
- Epiphone Casino with bigsby
- Fender Telecaster pink paisley
- Epiphone Sheraton cherry red
- Epiphone Riviera wine red
- Philippe Dubreuille custom sunburst
- Fender Stratocaster
- Gibson ES-335 cherry
- Epiphone Frontier acoustic
- Gibson Les Paul Standard sunburst
- Rickenbacker 1997 Fireglo
- Rickenbacker 450 Fireglo
- Rickenbacker 360-12 Fireglo
- Rickenbacker 330-12 Fireglo
- Epiphone Casino sunburst
- Martin D12-28 12 string acoustic